# Ayer (Valais)
Ayer foi uma comuna da Suíça, no Cantão Valais, com cerca de 668 habitantes. Estendia-se por uma área de 119,1 km², de densidade populacional de 6 hab/km². Confinava com as seguintes comunas: Evolène, Grimentz, Oberems, Randa, Saint-Jean, Saint-Luc, Täsch, Vissoie, Zermatt.
A língua oficial nesta comuna era o Francês.

## História
Em 1 de janeiro de 2009, passou a formar parte da comuna de Anniviers.